# 命〜天国のママへ〜
『命〜天国のママへ〜』（いのち〜てんごくのままへ〜）は、MBS、TBS、BS-TBSの共同制作により、2013年（平成25年）11月11日の21:00-22:54にTBS系列で放送されたスペシャルドラマ。

## 概要
妻そして母親に先立たれ、寂しさと悲しみに打ちひしがれた父親と息子の、絆と心の再生の物語である。
林野庁の全面協力により、岐阜県中津川市加子母でロケが行われ、日本の林業の現状の案内も盛り込まれた。

## キャスト
水沼春樹
演 - 萩原聖人
建築デザイナー
水沼蓮
演 - 藤本哉汰
春樹の息子
水沼響子
演 - 矢田亜希子
春樹の妻。1年前に急逝
内木繁弥
演 - 津川雅彦
響子の父
湧田源治
演 - 上條恒彦
繁弥の幼なじみ
友永葉摘
演 - 木村多江
源治の娘
友永菜摘
演 - 谷花音
葉摘の娘
中田季里
演 - 石原あつ美
「林業女子会」メンバー
小日向晴香
演 - 周本絵梨香
「林業女子会」メンバー
木津麗美
演 - 瀬戸早妃
「林業女子会」メンバー
友永淳二
演 - 木村彰吾
真司
演 - 高橋良輔
菊太郎
演 - 伊藤毅
その他
松川貴弘、須田理夏子、松本琉生、塚田凛太朗、田中信彦

## スタッフ
- 感謝（特別協力） - 林野庁、全国木材組合連合会、各都道府県木材協同組合連合会、国土緑化推進機構
- 作 - 井沢満
- 演出 - 竹園元
- 主題歌 - 馬場俊英「青空」（ワーナーミュージック・ジャパン）
- 選曲・音響効果 - アウルサウンドワークス
- スタントコーディネイター - 釼持誠
- 技術協力 - フォーチュン、ブル
- 美術協力 - アックス
- 照明協力 - Kカンパニー
- 編集・MA - ザ・チューブ
- ロケ協力 - 加子母森林組合、中津川市、明知鉄道、岐阜フィルムコミッション、多治見フィルムエンジン、久米設計　ほか
- TBS編成 - 瀬戸口克陽、高山暢比古
- プロデューサー - 竹園元、深迫康之、布施等
- 制作協力 - MMJ
- 製作 - MBS、TBS、BS-TBS